# Bartolomé Ferrelo
Bartolomé Ferrelo, noto anche come Bartolomé Ferrer, (Levante spagnolo, 1499 – Messico, 1550), fu il pilota di Joao Rodrigo Cabrillo, il capitano portoghese inviato dal Viceré della Nuova Spagna con due navi nel 1542 ad esplorare quella che oggi è la California settentrionale.

## Biografia
La spedizione di Cabrillo fu la prima a toccare la West Coast.
La spedizione partì il 27 giugno 1542 da La Navidad, e salì fino a Punta del Anõ Nuevo, 37° 10' a nord di Monterey. I vascelli finirono in mezzo alle tempeste, e spesso si separarono. Cabrillo morì il 3 gennaio 1543 sull'isola di San Bernardo, vicino al canale di Santa Barbara; ma Ferrer, che gli succedette in comando, proseguì l'esplorazione verso nord fino a raggiungere 43° di latitudine, dove avvistò la costa di Cape Blanco, in seguito chiamato Capo Orford da Vancouver.
L'estremo freddo, la necessità di provviste, le malattie e la debolezza del vascello lo obbligarono a fare ritorno senza aver raggiunto il parallelo citato nelle sue istruzioni. A 41° 30' trovò una porzione di terra cui, in onore al viceré, diede il nome di Capo Mendocino. Da questo punto salpò verso La Navidad, situata a 19° 45', dove giunse il 14 aprile 1543, dove confermò il fatto che la costa era una linea ininterrotta tra questi due punti.
Durante questo viaggio gli spagnoli videro spesso i nativi Chumash, spesso nudi, con le facce dipinte, e che vivevano di pesca abitando grandi case. John William Last scoprì un dettagliato resoconto della spedizione in History of the Indias. Humboldt, nella sua opera sul Messico, corresse numerosi errori fatti dagli storici olandesi, prendendo le informazioni dai racconti degli scrittori spagnoli, e basando le proprie correzioni su certi documenti che ebbe modo di esaminare in Messico.